# Mesochorus nigrithorax
Mesochorus nigrithorax là một loài tò vò trong họ Ichneumonidae.